# المجلس الإسلامي الإسكتلندي
المجلس الإسلامي الاسكتلندي (بالإنجليزية: The Muslim Council of Scotland) أو اختصارا (MCS) هو اتحاد منظمات إسلامية في اسكتلندا. تم تأسيسه في عام 2007، صدقة مسجلة  مقره في غلاسكو.
50 منظمة إسلامية تقريبا مندمجة بالمجلس الإسلامي الاسكتلندي، ومن ضمنها مساجد، ومدارس، ووسائل إعلام ومجموعات ومراكز اجتماعية.